# 青坊主

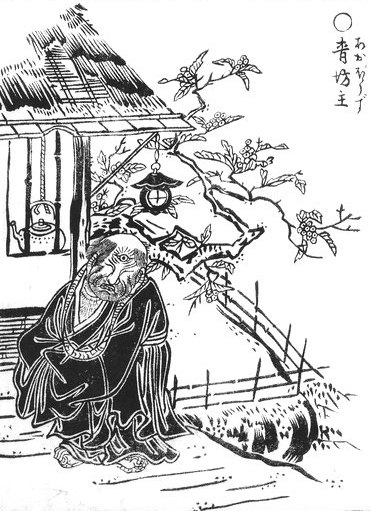
畫圖百鬼夜行中的青坊主

青坊主（日语：／ Aobōzu）是日本流傳的妖怪之一。
全身青色的獨眼和尚，身材高大，有一雙大腳丫，因為走了太多的路，變成了扁平足。原本是寺廟中偷懶的和尚，後來變成了妖怪，死後仍必須敲擊木魚，繼續修行。若是有孩童在夕陽下山後，還沒回家逗留在山中玩，就會被青坊主抓到洞窟或野寺中教訓一番。　 
不過日本不同地區的說法不一樣。在香川縣青坊主是個會在要上吊的女性旁問：「不上吊嗎？」的妖怪。這時如果女性上吊了他就會消失，不過如果女性放棄了上吊的念頭，青坊主就會停止勸誘並襲擊女性，使得女性意外氣絕，真的上吊死了。